# University of Manchester
University of Manchester er et universitet beliggende i Manchester, Storbritannien. Det blev oprettet i 2004 ved sammenlægningen af Victoria University of Manchester] (grundlagt i 1851) og University of Manchester Institute of Science and Technology (grundlagt i 1824). Universitetet er en del af Russell Group, som er en gruppe forsknings-intensive universiteter i Storbritannien.